# Ljubica Vukomanović
Ljubica Vukomanović ([ʎûbitsa ʋukɔmǎːnɔʋitɕ] serbo: Љубица Вукомановић; Srezojevci, settembre 1788 – Vienna, 26 maggio 1843) fu la principessa consorte di Serbia come moglie di Miloš Obrenović I, Principe di Serbia, e il fondatore della dinastia Obrenović, che regnò la Serbia in una linea quasi ininterrotta dal momento della sua elezione a principe al golpe di maggio nel 1903. Ljubica sposò Miloš nel 1805 e diventò Principessa di Serbia il 6 novembre 1817 fino all'abdicazione di suo marito il 25 giugno 1839.

## Famiglia e matrimonio
Nacque nel settembre 1788 a Srezojevci in Serbia, figlia del facoltoso proprietario Radoslav Vukomanović e della prima moglie Marija Damjanović; tuttavia, la data esatta è sconosciuta. Nel 1805 sposò Miloš Obrenović, che il 6 novembre 1817 fu eletto Principe di Serbia, rendendola Principessa consorte. Ljubica fu attiva e molto influente nella politica serba. Il suo matrimonio, però, era instabile, ella spesso in disaccordo con il marito, e una volta si separarono. Miloš le era spesso infedele; e una volta ella fu sul punto di uccidere una delle sue amanti in un attacco fisico violento.
Tra il 1819 ed il 1821 il Principe Miloš commissionò una bella villa in città da costruire a Belgrado per Ljubica ed i loro figli. Questo edificio è noto come Palazzo della Principessa Ljubica e fu disegnato dal noto architetto serbo Hadzi-Nikola Zivkovic.
Il governo di suo marito fu duro e autocratico; nel giugno del 1839, fu costretto ad abdicare al trono in favore del loro figlio maggiore, Milan, che morì poco dopo. Milan fu succeduto dal loro secondo figlio maschio, Mihailo.
Ljubica morì a Vienna il 26 maggio 1843, e fu sepolta nel Monastero di Krušedol sulla montagna di Fruška Gora.

## Figli
Insieme, Miloš e Ljubica ebbero almeno sette figli:
- Principessa Petrija (5 agosto 1810 - 1870), sposò nel 1834 Todor Bajic de Varadija
- Principessa Jelisaveta (Savka) (28 March 1814 - 5 October 1848), sposò nel 1831, Jovan Nikolic, da cui ebbe tre figli maschi; i suoi discendenti contrassero matrimonio tra la nobiltà austro-ungarica.
- Principe Milan (21 ottobre 1819 - 8 luglio 1839), morì celibe e senza figli dopo un breve regno.
- Principe Mihailo (16 settembre 1823 (NS)- 10 giugno 1868 (NS), regnò come Principe di Serbia dall'8 luglio 1839 fino alla sua deposizione il 14 settembre 1842; assunse di nuovo il governo dal 26 settembre 1860 fino al suo assassinio, otto anni dopo insieme alla cugina di primo grado la Principessa Anka Obrenović. Non ebbe prole legittima dalla moglie, Júlia Hunyady de Kéthely.
- Principessa Marija (nata e morta il 9 luglio 1830)

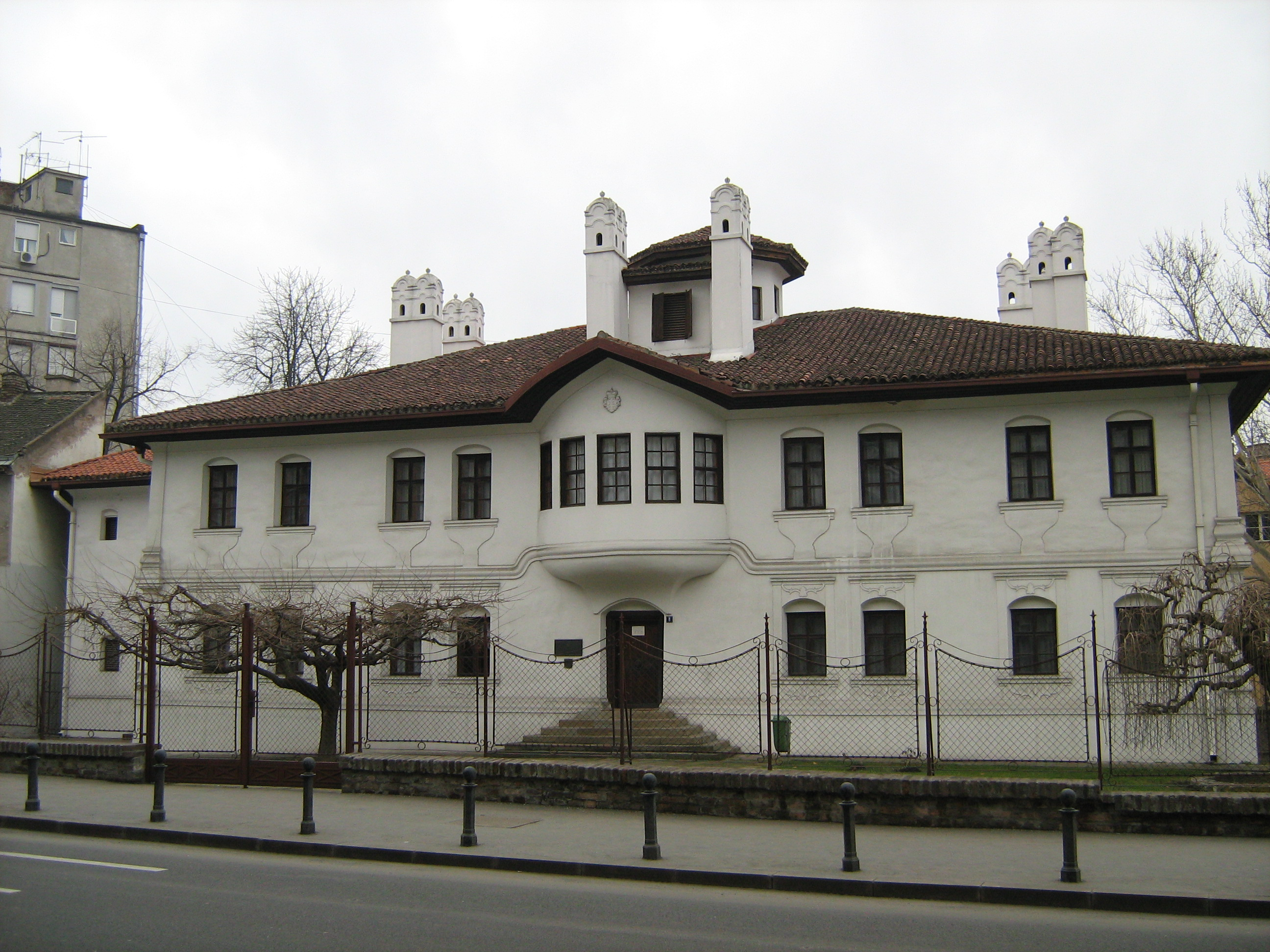
Il Palazzo della Principessa Ljubica, a Belgrado, il palazzo di città, costruita dal principe Milos per lei e per i loro figli

- Prince Todor (morto giovane)
- Prince Gabriel (morto giovane)